# Somalia-Goldmull
Der Somalia-Goldmull (Huetia tytonis; teilweise auch Calcochloris tytonis) ist eine kaum erforschte Säugetierart aus der Familie der Goldmulle (Chrysochloridae). Lediglich ein Individuum in Form einiger Knochenreste wurde von ihr bisher in den Hinterlassenschaften einer Schleiereule beobachtet. Diese stammen aus Somalia, Informationen zum tatsächlichen Aussehen des Tieres wie zu seiner Lebensweise und zu einer eventuellen Bedrohung des Bestandes liegen nicht vor. Ebenso konnten die genauen verwandtschaftlichen Verhältnisse bisher nur ungenügend geklärt werden. Die wissenschaftliche Einführung der Art erfolgte 1968.

## Merkmale
Der Somalia-Goldmull ist ein nahezu unerforschter, mittelgroßer Vertreter der Goldmulle, der etwa die Ausmaße der größeren Formen der Kupfergoldmulle (Amblysomus) erreichen dürfte. Bekannt ist er bisher nur von einem unvollständigen Individuum, das Material schließt einen Teilschädel bestehend aus der Schädelbasis mit dem Schläfenbein und dem Zungenbein sowie dem noch mit dem Schädel verbundenen rechten Unterkieferast und zwei Halswirbel ein. Beschreibungen der äußerlichen Morphologie des Tieres liegen demzufolge nicht vor. Hervorzuhebende Merkmale finden sich am Unterkiefer. Dieser ist 12,5 mm lang und besitzt einen sehr breiten, aufsteigenden Gelenkast, der 44 % der Länge des gesamten Unterkiefers erreicht und damit ausgedehnter ist als bei zahlreichen anderen Goldmullen. Das Gebiss im Unterkiefer setzt sich aus zehn Zähnen je Kieferhälfte zusammen, so dass demzufolge auch der hinterste, dritte Molar ausgebildet ist, was für Goldmulle ein eher ursprüngliches Merkmal darstellt. Die Molaren verfügen nicht über ein ausgeprägtes Talonid. Die Länge der unteren Zahnreihe vom ersten Schneidezahn bis zum letzten Molaren beträgt 7,7 mm, die Breite des ersten Molars 0,9 mm. Am Mittelohr zeichnet sich der Hammer durch fehlende Vergrößerungen des Kopfes aus, vergleichbar den Kupfergoldmulle (Amblysomus). Der Amboss dagegen ist leicht geschwollen.

## Verbreitung

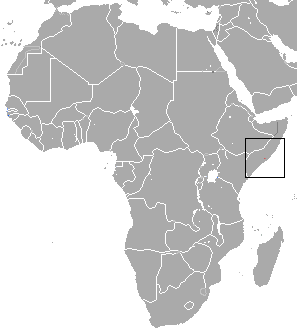
Verbreitungsgebiet (rot) des Somalia-Goldmulls

Der einzige bisher dokumentierte Fund des Somalia-Goldmulls stammt aus dem Gewöll einer Schleiereule, das im Sommer des Jahres 1964 bei Jowhar im zentralen Somalia entdeckt wurde. Die Region stellt somit auch das Typusgebiet der Art dar. Sie gehört zur Somalia-Massai-Buschlandzone und ist durch dicht bewachsene Buschlandschaften und Savannen geprägt. Das Gebiet liegt rund 750 km östlich und nördlich der nächsten bekannten Vorkommen der Goldmulle. Seit der Erstbeobachtung wurde kein weiteres Exemplar der Art dokumentiert.

## Lebensweise
Über die Lebensweise des Somalia-Goldmull ist nichts bekannt.

## Systematik
Der Somalia-Goldmull ist eine Art aus der Familie der Goldmulle (Chrysochloridae). Die Goldmulle umfassen kleinere, bodengrabende Säugetiere aus der Überordnung der Afrotheria. Sie sind endemisch in Afrika verbreitet mit einem Schwerpunkt im südlichen Teil des Kontinents, einige wenige Arten kommen auch im östlichen oder zentralen Teil vor. Die Tiere bewohnen sowohl trockene bis wüstenartige Landschaften als auch offene Gras- und Savannenregionen sowie Wälder, aufgrund ihrer unterirdischen Lebensweise gelten sie als Habitatspezialisten. Die innere Gliederung der Goldmulle ist bisher unbefriedigend geklärt. Anhand des Baus des Hammers im Mittelohr – ob vergrößert oder nicht – werden teilweise zwei bis drei Unterfamilien unterschieden, molekulargenetische Untersuchungen stimmen damit aber nur teilweise überein. Die systematische Stellung des Somalia-Goldmulls ist umstritten. Bezugnehmend auf den normal gebauten Hammer des Mittelohrs favorisierten einige Autoren anfänglich eine Einordnung der Art in die Kupfergoldmulle (Amblysomus), andere Autoren wiederum sahen sie unter Verweis auf das Vorhandensein eines dritten Molaren innerhalb der Gattung Chlorotalpa. Mitte der 1990er Jahre verwies Gary N. Bronner den Somalia-Goldmull zur Gattung Calcochloris, wofür neben dem normal gebauten Malleus auch die morphometrische Auswertung einiger weniger messbarer Schädelmerkmale sprach. Aufgrund des nur einzigen vorhandenen Exemplars des Somalia-Goldmulls beschied Bronner ihm aber innerhalb von Calcochloris ein unbestimmtes Verwandtschaftsverhältnis (incertae sedis). Er merkte jedoch an, dass bezüglich des ausgebildeten dritten Molaren möglicherweise eine engere Beziehung mit dem Kongo-Goldmull (Huetia leucorhina, damals Calcochloris leucorhina) und somit mit der Untergattung Huetia bestehen könnte. Bronners Gliederung wurde darauffolgend von einigen Wissenschaftlern übernommen. Die Ergebnisse einer genetischen Analyse aus dem Jahr 2010 bewogen Robert J Asher und Kollegen die Untergattung Huetia auf Gattungsebene zu heben und ihr den Kongo-Goldmull als damals einzige Gattung beizuordnen (den Somalia-Goldmull hatten sie in ihrer Studie nicht berücksichtigt). In einer vorläufigen Studie aus dem Jahr 2018 befürwortete Bronner eine Verschiebung des Somalia-Goldmulls zur Gattung Huetia und damit in die unmittelbare Nahverwandtschaft zum Kongo-Goldmull, was im gleichen Jahr im achten Band des Standardwerkes Handbook of the Mammals of the World vollzogen wurde. Allgemein ist zur Klärung der systematischen Stellung des Somalia-Goldmulls umfangreicheres Fundmaterial notwendig.
Die wissenschaftliche Erstbeschreibung des Somalia-Goldmulls erfolgte im Jahr 1968 durch Alberto M. Simonetta unter der Bezeichnung Amblysomus tytonis. Er hatte den Holotyp selbst vier Jahre zuvor in einem verlassenen Nest eines Brutpaares von Schleiereulen im zentralen Somalia entdeckt. Die Assoziation der Reste des Somalia-Goldmulls mit der Schleiereule verleitete Simonetta zur Vergabe des Artnamens tytonis (von Tyto alba, der wissenschaftlichen Bezeichnung der Schleiereule).

## Bedrohung und Schutz
Über mögliche Bedrohungen des Bestandes des Somalia-Goldmulls liegen keine Daten vor. Die IUCN führt die Art daher nicht in einer bestimmten Gefährdungskategorie, sondern unter „ungenügende Datengrundlage“ (data deficient). Vor allem ist neben der Klärung des systematischen Status des Somalia-Goldmulls die Untersuchung der genauen Verbreitung und nahezu aller Aspekte seiner Lebensweise und ökologischen Ansprüche notwendig.